# Matteo Laganà
Matteo Laganà (Melito di Porto Salvo, 10 gennaio 2000) è un cestista italiano.

## Biografia
È figlio di Lucio Laganà e fratello minore di Luca e Marco, anche loro cestisti.

## Carriera
Figlio dell'ex cestista Lucio Laganà, ha iniziato la sua carriera professionista nel 2016 firmando per l’Olimpia Milano disputando varie panchine nella massima serie e in Eurolega. Sempre nel 2016 è stato girato in doppio tesseramento all’Urania Milano dove ha disputato il campionato di serie B nazionale. Nel 2017 ha esordito in Serie A con Capo d’Orlando e ha partecipato alla Basketball Champions League. Sempre a Capo d’Orlando per i successivi cinque anni partecipato alla serie A2 e la serie B nazionale. Nel 2023 ha firmato per la storica Pielle Livorno squadra dove ha militato il papà Lucio nel 1989-1990. Inoltre sempre in maglia Pielle  ha conquistato una supercoppa al Palaterme di Montecatini contro Ruvo di Puglia. 

È stato capitano della Nazionale italiana under 16 e under 18. Ha vinto la medaglia di bronzo al torneo internazionale di categoria a Mannheim in Germania.
A giugno 2019 nella sua Reggio Calabria in occasione della tappa regionale dei primo campionato nazionale diventa testimonial del Sand Basket  (basket sulla sabbia) con una serie di interviste che lo ritraggono.